# Millican
Millican és una població dels Estats Units a l'estat de Texas. Segons el cens del 2000 tenia 108 habitants.

## Demografia
Segons el cens del 2000, Millican tenia 108 habitants, 41 habitatges, i 31 famílies. La densitat de població era de 10,4 habitants/km².
Dels 41 habitatges en un 29,3% hi vivien nens de menys de 18 anys, en un 63,4% hi vivien parelles casades, en un 9,8% dones solteres, i en un 22% no eren unitats familiars. En el 19,5% dels habitatges hi vivien persones soles el 14,6% de les quals corresponia a persones de 65 anys o més que vivien soles. El nombre mitjà de persones vivint en cada habitatge era de 2,63 i el nombre mitjà de persones que vivien en cada família era de 2,91.
Per edats la població es repartia de la següent manera: un 25% tenia menys de 18 anys, un 10,2% entre 18 i 24, un 28,7% entre 25 i 44, un 21,3% de 45 a 60 i un 14,8% 65 anys o més.
L'edat mediana era de 36 anys. Per cada 100 dones de 18 o més anys hi havia 88,4 homes.
La renda mediana per habitatge era de 14.643 $ i la renda mediana per família de 20.114 $. Els homes tenien una renda mediana de 36.250 $ mentre que les dones 56.250 $. La renda per capita de la població era de 13.821 $. Cap de les famílies i el 6% de la població estaven per davall del llindar de pobresa.

## Poblacions més properes
El següent diagrama mostra les poblacions més properes.